# فرانك بي. ويليس
فرانك بي. ويليس (بالإنجليزية: Frank B. Willis)‏ هو محامي وسياسي أمريكي، ولد في 28 ديسمبر 1871 في Lewis Center, Ohio ‏ في الولايات المتحدة، وتوفي في 30 مارس 1928 في ديلاوير في الولايات المتحدة. نشط حزبياً في الحزب الجمهوري.

## مناصب
- انتخب حاكم ولاية أوهايو  [لغات أخرى]‏ (11 يناير 1915 – 8 يناير 1917).
- انتخب عضو مجلس نواب أوهايو.
- انتخب عضو مجلس النواب الأمريكي عن دائرة الدائرة الكونغرسية الثامنة لأوهايو [الإنجليزية]‏ (4 مارس 1911 – 9 يناير 1915).
- انتخب عضو مجلس الشيوخ الأمريكي (14 يناير 1921 – 30 مارس 1928).

## وصلات خارجية
- فرانك بي. ويليس على موقع إن إن دي بي (الإنجليزية)